# Poisson de fond

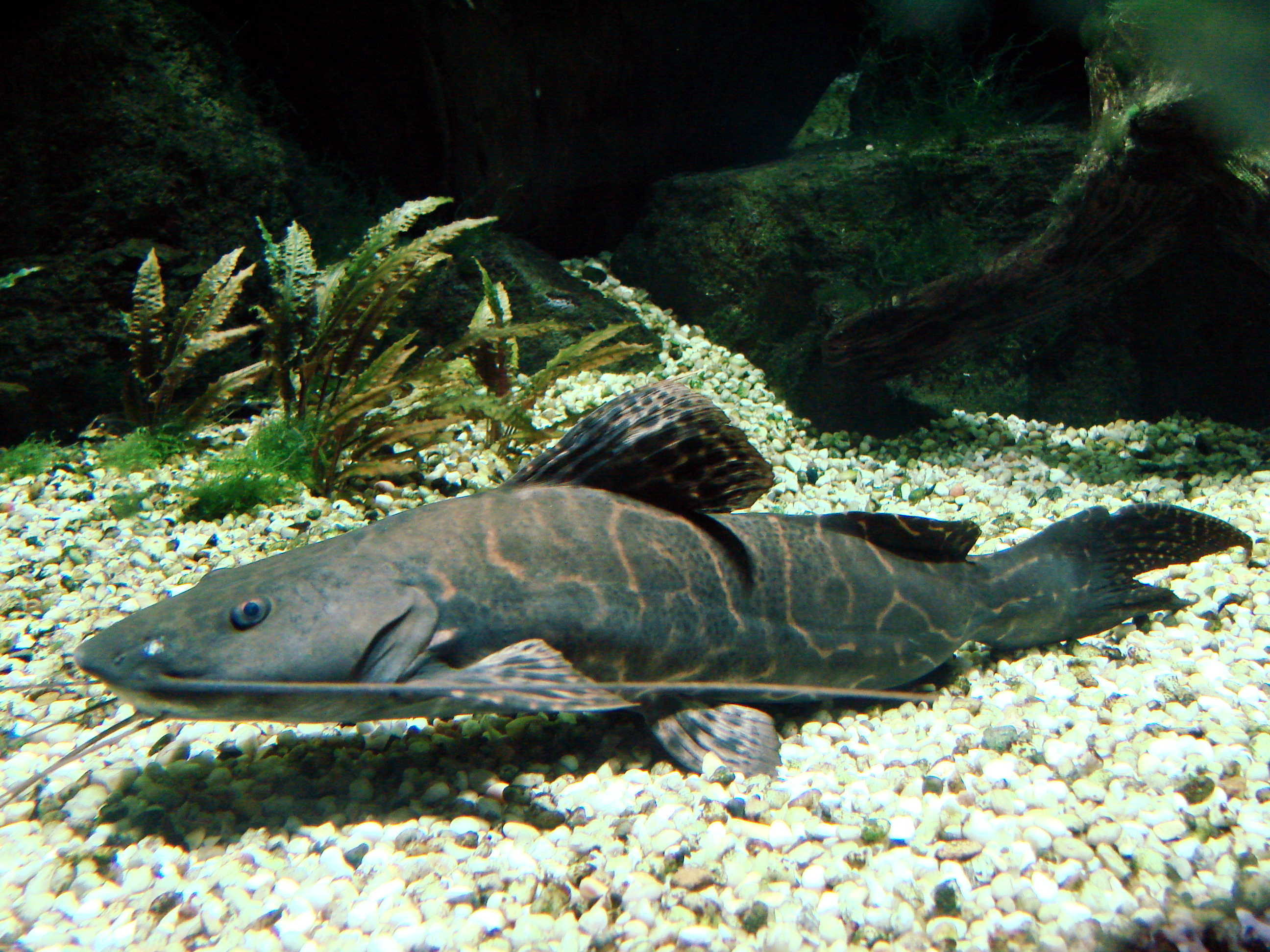
Poisson-chat léopard (Perrunichthys perruno)

Poisson de fond ou  poisson benthique sont des appellations usuelles attribuées à des poissons qui vivent de préférence loin de la surface de l'eau. 

## Description
Cette expression regroupe un ensemble d'espèces qui peuvent constituer des groupes comme les poissons blancs ou les poissons plats. Ce sont généralement des poissons qui restent ou se cachent au ras du sol et qui fouillent les fonds aquatiques à la recherche de leur nourriture. La plupart se servent du mimétisme pour se confondre avec le décor.
On dit qu'un poisson est démersal s'il reste près du fond sans pour autant y vivre de façon permanente.
En aquariophilie un poisson de fond désigne une espèce occupant le tiers inférieur de l'aquarium. Ce sont souvent aussi des espèces appréciées comme « poissons nettoyeurs ». Ces espèces ne viennent pas volontiers chercher la nourriture sèche flottant en surface, il peut donc ne rien leur rester pour s'alimenter. En complément des nourritures vivantes il existe des granulés ou des pastilles qui coulent au fond du bac. 
Dans les lacs et rivières ce sont les espèces les plus touchées par la pollution à cause des particules chimiques qui nappent la vase par sédimentation.

## Quelques espèces considérées comme des poissons de fond

### Lacs et rivières
- Anguille
- Brème
- Grand brochet
- Gardon
- Perche
- Siluriformes
- Tanche

### Mer
- Congre commun
- Sole
- Limande
- Flétan
- Plie
- Rouget
- Baudroie

### Aquariophilie
- Corydoras
- Ancistrus
- Pléco
- Loche